# FC Elektrometalurh-NZF Nikopol
El FC Elektrometalurh-NZF Nikopol (en ucraniano: Електрометалург-НЗФ) fue un equipo de fútbol de Ucrania que jugó en la Liga Soviética de Ucrania, la primera división de la RSS de Ucrania.

## Historia
Fue fundado en el año 1950 en la ciudad de Nikopol del Óblast de Dnipropetrovsk con el nombre Trubnik y era patrocinado por la Nikopol Ferroalloy Plant, compañía dedicada a la producción de manganeso.
Participa por primera vez en el fútbol profesional en 1962, donde llegó a ser uno de los mayores productores de futbolistas durante el periodo soviético. En 1970 pasa a llamarse Kolos y logra ser campeón de liga en 1979 y permaneció en la liga profesional hasta la disolución de la Unión Soviética en 1991.
En 1992 pasa a llamarse Metalurh y se convierte en uno de los equipos fundadores de la Primera Liga de Ucrania, la segunda división nacional, logrando el subcampeonato en su primera temporada.
El club juega once temporadas consecutivas en la segunda categoría hasta que desciende en la temporada 2001/02 al terminar en el lugar 16 entre 18 equipos, pasando las siguientes tres temporadas en la Segunda Liga de Ucrania hasta que en 2005 el club declara insolvencia económica por falta de patrocinadores y desciende a la categoría aficionada, y desaparece en 2010.

## Palmarés
- Liga Soviética de Ucrania: 1

1979